# Hans Herrfurth
Hans Herrfurth (* 1935 in Schönbeck) ist ein deutscher Philologe und Übersetzer.

## Leben
Hans Herrfurth promovierte 1961 an der Universität Leipzig mit einer Dissertation zur Linguistik des Javanischen. Er ist Verfasser eines Lehrbuches des Javanischen sowie des Niederländischen und des einzigen Javanisch-Deutschen Wörterbuchs. Daneben übersetzte er erzählende Werke aus dem Niederländischen und Englischen ins Deutsche.

## Veröffentlichungen
- Das Krama im Djawanischen als Mittel der indonesischen Wortbildung. Dissertation Leipzig 1961
- Lehrbuch des modernen Djawanisch, Leipzig 1964
- Niederländisches Lehrbuch, Leipzig 1969
- Djawanisch-deutsches Wörterbuch, Leipzig 1972

Übersetzungen
- Louis Paul Boon: Die Jesses-Mädchen, Berlin 1977
- Louis Paul Boon: Ein Mädchen aus Ter-Muren, Berlin 1986
- Louis Paul Boon: Sommer in Ter-Muren, Berlin 1986
- Frederick Douglass: Ein Stern weist nach Norden, Berlin 1965
- David de Jong: Der Narr Estebanillo, Berlin 1970
- Jacob van Lennep: Der Herr in Karmesinrot, Berlin 1965
- Harry Mulisch: Das Standbild und die Uhr, Reinbek bei Hamburg 1996 (übersetzt zusammen mit Martina den Hertog-Vogt)
- Multatuli: Saidjah und Adinda, Berlin 1988
- Cees Nooteboom: Rituale, Berlin 1984

| Personendaten    | Personendaten                                  |
| ---------------- | ---------------------------------------------- |
| NAME             | Herrfurth, Hans                                |
| KURZBESCHREIBUNG | deutscher Sprachwissenschaftler und Übersetzer |
| GEBURTSDATUM     | 1935                                           |
| GEBURTSORT       | Schönebeck (Elbe)                              |